# Церковь Святого Георгия Победоносца (Львов)
Це́рковь Свято́го Великому́ченика Гео́ргия Победоно́сца (укр. Свято-Георгіївська церква) — церковь во Львове (Украина). Единственный во Львове пример архитектуры в неовизантийском (византийско-романском) стиле, характерном для Буковины.
С 1992 по 2023 год храм являлся кафедральным собором Львовской епархии Украинской православной церкви. 5 апреля 2023 года храм перешёл к Православной церкви Украины.

## История

### Первые храмы
После вступления в унию с Римом в 1708 году Львовского ставропигийского братства, в Галиции осталась только одна православная церковь при Велико-Скитском монастыре в Маняве.
В 1785 году скитская церковь, за ветхостью, была снесена. Тогда православные испросили у императора Иосифа II разрешение образовать отдельную православную общину во Львове и устроить свой храм. Но так как средств недоставало, храм не был построен, и до 1832 года богослужение совершалось в капелле, помещавшейся в различных частных домах.
Некоторое время приходу помогал Буковинский православный религиозный фонд. С 1848 года львовская православная паства находилась в зависимости от Буковинского православного диоцеза, и с этого времени православные священники и псаломщики во Львове уже не избирались, как прежде, приходом, а назначались Черновицкой православной консисторией.
В 1856 году при помощи Религиозного фонда львовская община на Францисканской улице (ныне улица Тараса Бобаныча) приобрела значительный земельный участок возле монастыря францисканцев. На участке находились два дома, из которых в одном были устроены помещения для причта, а другой был обращён под капеллу, которая до 1893 года заменяла храм, пока, за ветхостью, не была разобрана.

### Современный храм
С 1887 года настоятель львовского прихода иеромонах Эммануил-Евгений (Воробкевич), при содействии русского консула в Львове К. П. Пустошкина, добивался разрешения на строительство нового, отдельного, храма
В 1895 году был утвержден проект строительства православного храма и церковного дома, исполненный архитектором Густавом Захсом из Вены.
Храм был заложен 22 сентября (4 октября) 1897 года во имя Святой Троицы. Однако специальным распоряжением австрийских властей было предписано переименовать строящийся храм в церковь Святого Георгия; это было сделано с тем, чтобы не напоминать о временах, когда во Львове был православный храм Святой Троицы и чтобы подчеркнуть низкий статус православного храма по сравнению с греко-католическим собором Святого Юра (Святого Георгия).
Строительством церкви Святого Георгия занималась Черновицкая духовная консистория Румынской православной церкви, ведавшая во времена Австро-Венгерской империи делами всей православной церкви в Галиции.
При закладке положена была под фундаментом в цинковом сосуде грамота, напечатанная на пергаменте на трех языках — славянском, греческом и румынском, следующего содержания: «Во имя Отца и Сына и Святого Духа. Аминь. — Года от Рождества Христова 1897 г., сентября 22 дня. При державе Его Величества, пресветлейшего императора Австрии Франца-Иосифа I, при митрополите Буковины и Далматии, высокопреосвященном Аркадии (Чуперковиче), при наместнике Галичины светлейшем князе Евстахии Сангушко, за содействием митрополичьей консистории православной архиепископии в городе Черновцах, настоятеля православного прихода в городе Львове, иеромонаха Эммануила-Евгения Воробкевича и военного священника, протоиерея Николая Димитриевича, такожде членов церковного совета, епитропов: Корнилия Коссовича, советника при высшей судебной палате в Львове, Иосифа Мончаловского, литератора, Михаила Грушевского, профессора университета, Димитрия Якубовича, церковного певца во Львове и всех православных в Львове и Галичине. Высокопреподобным отцем архипресвитером ставрофором и советником православной консистории в Черновцах, господином Иоанном Прокоповичем в основание новой церкви во Львове во имя Святой Троицы, при многочисленном участии православных из всех частей края, весей и городов, во славу Божию и спасение верных святой православной Церкви во Львове и во всей Галичине сей краеугольный камень бысть положен и торжественно освящен, яко вечный и несокрушимый памятник святой кафолической православной Церкви на Червонной Руси. Аминь».
В этом же, 1897 году был организован Строительный комитет, в который вошли Михаил Грушевский и Осип Мончаловский.
Строительство от закладки фундамента до его полного завершения вёл архитектор Винсент Равский.

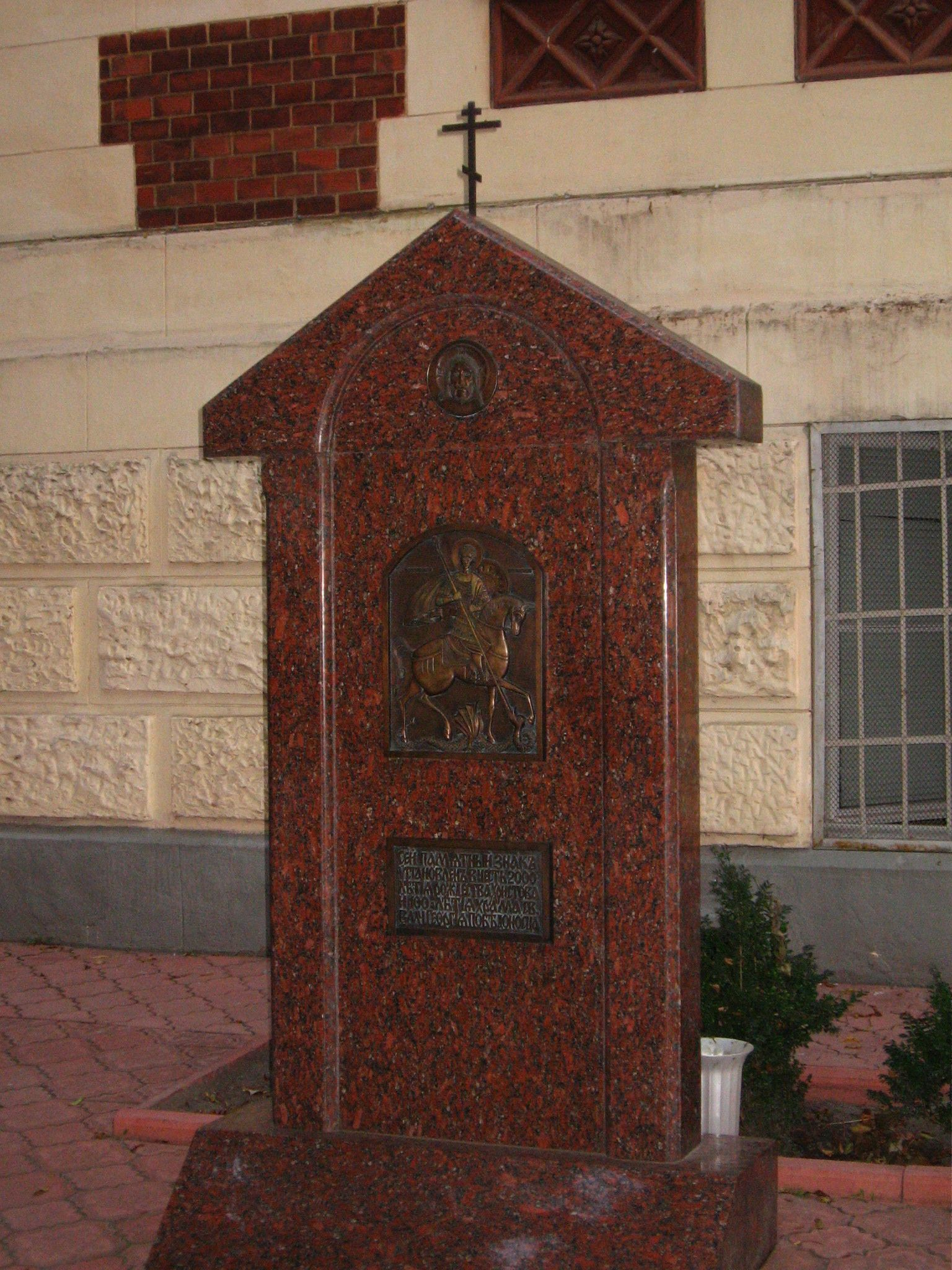
Памятник в честь двухтысячелетия Рождества Христового и столетия храма

Освящение храма состоялось 14 (27) октября 1901 года.
В храме совершались богослужения на церковно-славянском и румынских языках, один из священников был настоятелем храма и прихода, а другой — военным священником для православных солдат львовского гарнизона. Храм постоянно посещали львовский русский консул с семьёй и небольшое количество местных православных разных национальностей. За прихожанами следила австрийская полиция, так как власти проявляли беспокойство по поводу распространения православия.
В 1902 году в храме установлены две памятные таблицы, на чём настаивало церковное руководство в Черновцах. Первая — в память 50-летнего юбилея восшествия на трон австро-венгерского императора Франца-Иосифа — на румынском, немецком и русском языках; вторая — после освящения храма — на румынском и русском. Обе таблицы изготовил из мрамора львовский скульптор Людвиг Тырович, изготовивший до этого каменный престол в храме.
Текст таблицы (южная сторона) (современная орфография, русский язык): «Сия св. Церковь св. Великомученика Георгия основана, за старанием душ пастырей, исповедателей православной веры, во Львове дня 22 септембрия (4 октомбрия) 1897, сооружися иждевением Буковинского Православно-Церковного Фонда и освятися за благословением Его Высокопреосвященства, Митрополита Аркадия Чуперковича Его отпоручником, высокопреподобным о. Архимандритом Митрофором, Мироном Калическо, дня 14/27 октомбрия 1901 года. Создателем и приложникам Фонда блаженный покой и вечная память».
Текст таблицы (северная сторона) (современная орфография, русский язык): «В память 50-летнего юбилея вступления на трон нашего вселюбимаго цесаря Франца-Иосифа I». Над этой же таблицей находился барельеф императора; ныне видно только его основание.

### Правовое положение
Ещё в 1862 году австрийское правительство определило будущему православному храму «право публичности (гражданства)», но никогда не признавало права прихода. Однако храм вел метрические книги всех православных, рождённых в Галичине.
После распада Австро-Венгрии храм со всем его имуществом находился в ведении Румынского религиозного фонда, а затем, в результате действий прихожан и судов перешёл в юрисдикцию сначала Польского правительства, а затем Польской православной церкви.
C 1924 года храм принадлежал русскому православному приходу, большинство прихожан которого были галицкими русофилами (в том числе староста прихода Семён Бендасюк), а часть — эмигрантами из России.
С 1940 года, после вхождения Львова в состав СССР в результате раздела Польши в сентябре 1939 года, находится в ведении Русской православной церкви. При хиротонии 27 марта 1941 года архимандрита Пантелеимона (Рудыка) во епископа Львовского храм стал кафедральным собором (до 1946 года).
С 1990 года относится к самоуправляющейся части Русской православной церкви, Украинской Православной Церкви. .

## Современное положение
Настоятелем храма с 1978 года являлся протопресвитер Василий Осташевский (скончался 15 мая 2007 года).
В 1992 году, как и некогда, собор стал кафедральным и теперь единственным русским православным храмом во Львове.
До начала 2005 года в церкви служил протоиерей Андрей Ткачёв, ведущий телепрограмм на всеукраинском телеканале «Киевская Русь».
При церкви находится редакция епархиальной газеты «Свет Православия», функционируют Львовские богословские курсы, миссионерский отдел, молодёжное православное братство, библиотека. Издаётся православный журнал для детей «Божья нивка» (рус. «Божий луг»).

## Архитектура

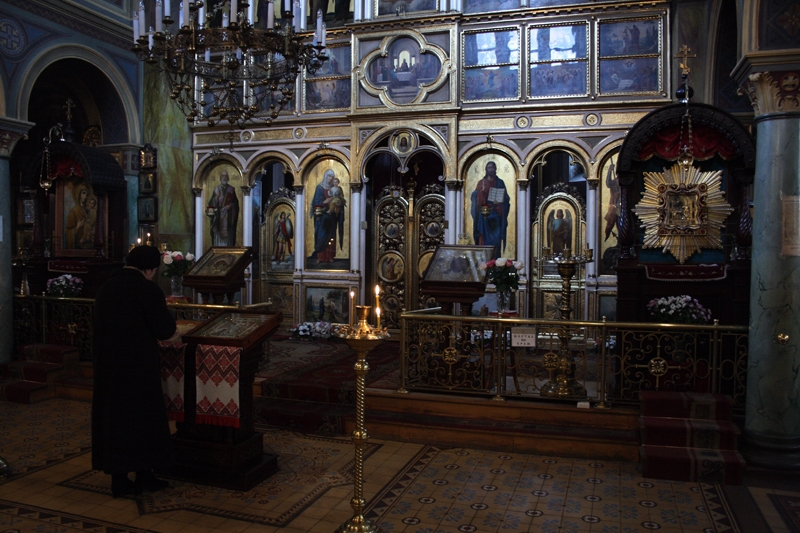
Иконостас храма

Храм построен в романо-византийском стиле, имеет пять куполов.
При строительстве использовался специального обжига красный кирпич и тёсаный белый камень, привезённый из Тернопольщины. Основу композиции храма составляет греческий крест. Центральный объём церкви увенчан куполом византийской формы.
Главный фасад украшен башнями, которые служат колокольнями. По архитектурному решению церковь святого Георгия напоминает семинарский храм в резиденции буковинских митрополитов (автор проекта Иосиф Главня).
В аналогичной строительной технике построен и примыкающий к храму церковный двухэтажный дом. Церковь святого Георгия Победоносца и церковный дом составляют единый ансамбль и признаются одним из лучших образцов стиля историзма в сакральной архитектуре Украины.
Внутреннее убранство церкви святого Георгия было выполнено венскими и местными львовскими мастерами.
Цветные витражные окна в металлической оправе для храма изготовила и установила венская фирма «Тиролер глясмалерай анштальт». Эта же фирма исполнила мозаичную вставку над главным входом.
Четырёхъярусный иконостас установили венские мастера: столярную часть и резьбу иконостаса делал Карл Вормунд, все иконы писал Фридрих фон Шиллер.
Эскизы полихромии, как и всего художественного оформления интерьера, изготовил венский художник Карл Йобст, искусным оформлением лично руководил автор строительного проекта Густав Захс.
Колокола для храма отливала фирма Карла Швабе. Из семи колоколов четыре имели надпись на румынском языке, три — на украинском.

### Святыни
В храме сохраняются частицы мощей:
- святой великомученицы Варвары,
- преподобных отцов Киево-Печерских,
- преподобного Иова (игумена Почаевского),
- святителя Иоасафа Белгородского,
- преподобного Кукши Одесского.

В храме находится также копия иконы «Тихвинская-Слёзоточивая», написанная и освящённая на Афоне, которая была передана от русских пустынников Российскому императорскому консульству во Львове. Находящаяся в храме икона в 1997 году решением Священного синода Украинской православной церкви (Московского патриархата) была признана чудотворной.